# Rafael Palacios de la Lama
Rafael Palacios de la Lama (Ciudad de México, 1944) es un médico cirujano, bioquímico, catedrático, investigador y académico mexicano. Es considerado uno de los pioneros de la biología molecular en México por los estudios que realizó para aislar un gene específico. Se ha especializado en el estudio de las bacterias tipo Rhizobium y en el genoma humano.

## Estudios y docencia
En 1962 ingresó a la Facultad de Medicina de la Universidad Nacional Autónoma de México (UNAM). Obtuvo su licenciatura como médico cirujano en 1969, y, un año más tarde, un doctorado en bioquímica por la Facultad de Química fue discípulo del doctor Guillermo Soberón Acevedo. De 1970 a 1973 realizó un posdoctorado en la Universidad Stanford colaborando con el doctor Robert T. Schimke.
Desde 1964 comenzó su actividad como docente. En 1969 se integró al equipo de investigadores del doctor Jaime Mora en el Instituto de Investigaciones Biomédicas de la UNAM, tras haber terminado su estancia posdoctoral en Stanford se reintegró al Departamento de Biología Molecular colaborando con Jaime Martuscelli y Mario Castañeda.  Fue promotor de la creación de la licenciatura, maestría y doctorado en investigación biomédica básica y de la creación de la licenciatura en ciencias genómicas en la UNAM.

## Investigador y académico
Uno de sus primeros trabajos de investigación en el Departamento de Biología Molecular consistió en definir la regulación a niverl transcripcional de la enzima clave del metabolismo nitrogenado, la glutamina sintetasa, a través de la purificación y caracterización de la enzima, la determinación de su síntesis y degradación y la caracterización del ARNm que la codifica. Esta investigación fue alguna de las dieron lugar a la creación del Centro de Investigación sobre Fijación de Nitrógeno (CIFN) que en 2004 cambió su denominación a Centro de Ciencias Genómicas (CCG), para el cual colabora. Como resultado de sus estudios e investigaciones sobre la dinámica del genoma definió la noción de amplicón como un elemento genético en la arquitectura y dinámica del genoma bacteriano, la cual se incluyó en la Encyclopedia of Genetics de la Academia Press en 2001.
Es miembro de la Academia Nacional de Ciencias de Estados Unidos (NAS), de la Academia Mexicana de Ciencias, del Consejo Técnico de la Investigación Científica (CTIC) de la UNAM y del Consejo Consultivo de Ciencias de la Presidencia de la República.

## Obras publicadas
Es autor de 4 libros y ha escrito más 50 artículos investigación para revistas internacionales como el Journal of Biological Chemistry, Jorunal of Bacteriology, Nature Biotechnology y Proceedings of the National Academy of Sciences. Ha sido citado en más de 3000 ocasiones. Entre algunos de sus títulos se encuentran:
- “Reiteration of Nitrogen fixation gene sequences in Rhizobium phaseoli”, coautor, publicado en Nature en 1982.
- Caminos de la biología fundamental en coautoría con Jaime Martuscelli y Guillermo Soberón en 1984.
- “Gene amplification in Rhizobium: identification and in vivo cloning of discrete amplifialbe DNA regions (amplicons) from Rhizobium legominosarum bv. phaseoli”, coautor, en Proceedings of the National Academy of Sciences en 1993.
- “Generation of Rhizobium strains with improved symbiotic properties by random DNA amplification (RDA)”, coautor, en Nature Biotechnology en 1997.
- “Prediction, identification and artificial selection of DNA rearrangements in Rhizobium: towards a natural genomic design”, coatuor, en Proceedings of the National Academy of Sciences en 2000.

## Premios y distinciones
- Premio de la Investigación Científica por la ahora Academia Mexicana de Ciencias en 1979.
- Premio Universidad Nacional en el área de Investigación en Ciencias Naturales otorgado por la Universidad Nacional Autónoma de México en 1986.
- Premio Nacional de Ciencias y Artes en el área de Ciencias Físico-Matemáticas y Naturales otorgado por la Secretaría de Educación Pública en 1994.
- Premio Tlacaélel como pionero del desarrollo científico en el estado de Morelos en 1995.
- Investigador Emérito por el Centro de Ciencias Genómicas de la UNAM desde 1997.
- Premio Nacional de la Fundación Ricardo J. Zeveda en 2001.
- Premio de The World Academy of Sciences (TWAS) en 2003.